# Coryphaenoides leptolepis
Coryphaenoides leptolepis es una especie de pez de la familia Macrouridae en el orden de los Gadiformes.

## Morfología
• Los machos pueden llegar a alcanzar los 62 cm de longitud total.

## Reproducción
Es ovíparo y  larvas  planctónicas.

## Hábitat
Es un pez de aguas profundas que vive entre 610-4.000 m de profundidad.

## Distribución geográfica
Se encuentra en Mauritania, Brasil (Recife) y desde Alaska hasta la Columbia Británica (Canadá ) y el sur de California.